# Al-Hawawish
Al-Hawawish és un llogarret d'Egipte que dona el nom modern a la necròpolis de la ciutat d'Akhmim, l'antiga Khen-min (grec Panòpolis). És a uns 4 km al nord-est d'Akhmin.
El cementiri (a menys d'un quilòmetre del llogaret, en un turonet) fou excavat per un equip australià sota el patrocini de l'Australian Centre for Egyptology i la Macquarie University, excavació dirigida pel professor Naguib Kanawati. S'hi van trobar moltes tombes, però d'altres havien estat totalment destruïdes. Les tombes corresponen a tots els períodes, des de la dinastia VI fins al període grecoromà. Al nord i a l'oest d'Al-Hawawish hi ha un cementiri cristià, usat entre els segles V i xv i, a la vora, un monestir copte.